# Stångskärsfjärden
Stångskärsfjärden är en sjö i Östhammars kommun i Uppland och ingår i Tämnarån-Forsmarksåns kustområde. Stångskärsfjärden ligger i Skaten-Rångsen Natura 2000-område.